# Kościół św. Jakuba Większego w Barcinie
Kościół Świętego Jakuba Większego w Barcinie – rzymskokatolicki kościół parafialny w Barcinie, w powiecie żnińskim, w województwie kujawsko-pomorskim. Należy do dekanatu barcińskiego. Mieści się przy ulicy Kościelnej.
Został zbudowany w latach 1901-1903 w stylu neogotyckim z cegły według projektu architekta Kazimierza Przyłuskiego z Inowrocławia. W dniu 16 czerwca 1950 został konsekrowany przez księdza kardynała Stefana Wyszyńskiego. Jest to świątynia orientowana o jednej nawie z wydzielonym prezbiterium i wieżą od strony zachodniej. W kościele znajdują się organy wykonane przez organmistrza Józefa Bacha z Rychtala w 1926 roku. Są wyposażone w wiatrownice stożkowe, dwa manuały (C-f³) i pedał (C-d¹). Stół gry jest wolnostojący i mieści się przed prospektem. Organy posiadają 17 głosów, 2 klawiatury i pedał, traktura gry i traktura rejestrów są pneumatyczne.